# Juncus acutus
El junco espinoso (Juncus acutus (L.) Torr. ex Retz. es una especie botánica de fanerógama de la familia de las juncáceas. 

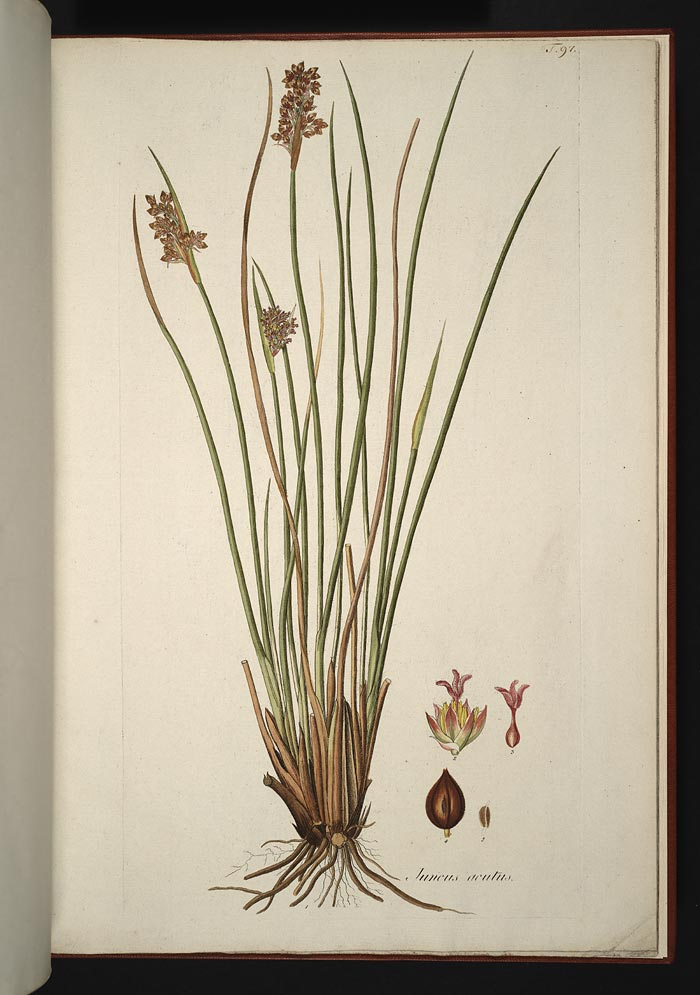
Ilustración.

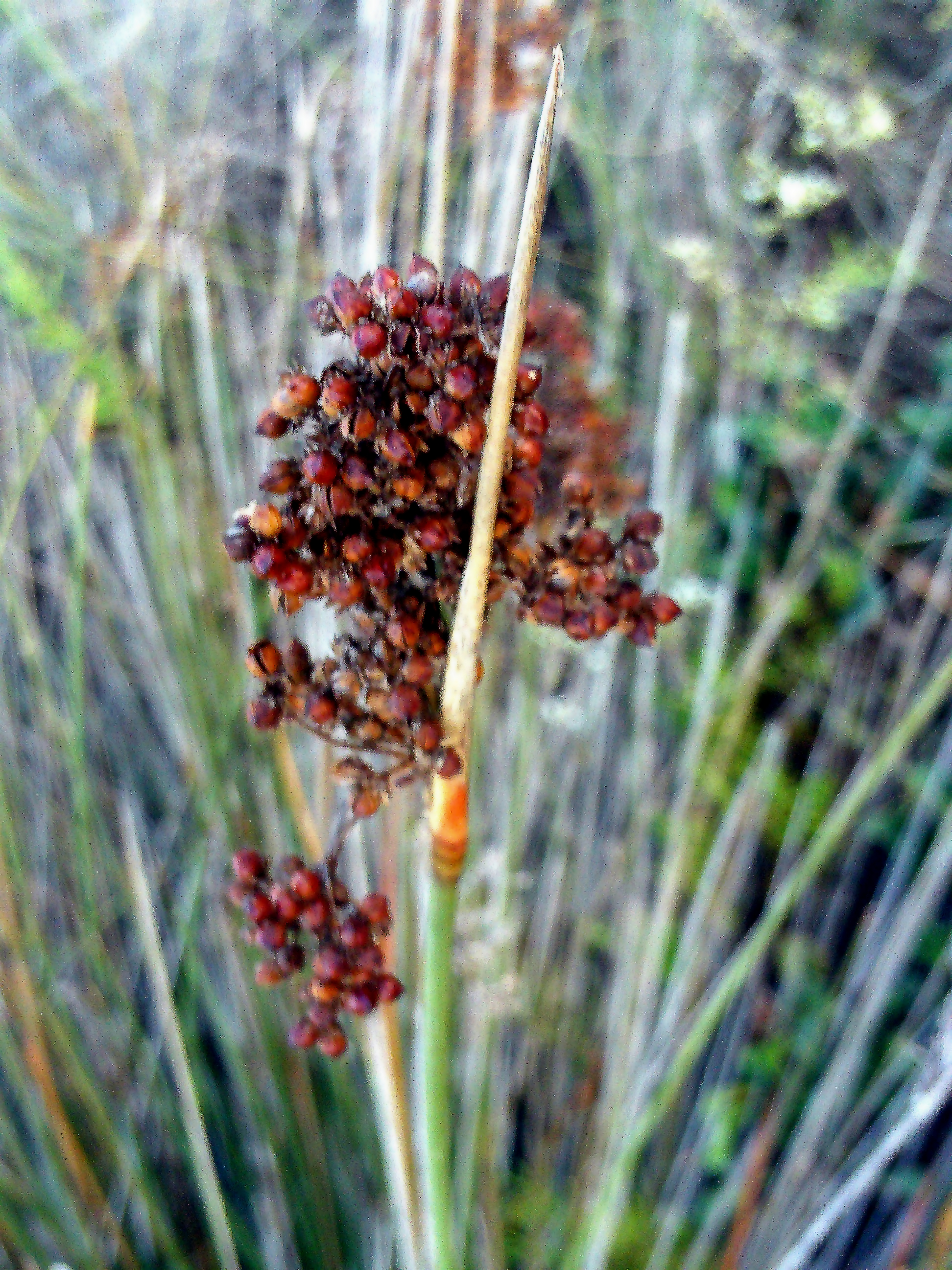
Frutos.

## Descripción
Es una planta cespitosa perenne de color verde oscuro que forma matas de 1,5-2 m de altura. Las láminas y los culmos son cilíndricas y pungentes, característica que le da nombre a la especie. La inflorescencia es compuesta de flores pardas o rosáceas, diminutas. El fruto es una cápsula trigonal a oval, de color rosado. El periodo de floración va de abril a julio.

## Ecología
Comunidad con otras especies
En Brasil, J. Acutus ha sido observado en Santa Catarina en la costa formando comunidad con:
- Ipomoea pes-caprae
- Hydrocotyle bonariensis
- Senecio crassiflorus

En depresiones naturales de la llanura de inundación del Río Murray  en Australia del Sur:
- Muehlenbeckia florulenta
- Atriplex semibaccata
- Halosarcia pergranulata ssp. pergranulata
- Mimulus repens
- Ludwigia peploides ssp. montevidensis
- Phragmites australis
- Paspalum vaginatum

## Difusión yhábitat
Es una planta difundida en toda el área Mediterránea y Canarias encontrándose hasta en  Sudáfrica, California y América del Sur.
Su hábitat ideal es zona húmeda de alta tasa de salinidad, suelos con capa freática superficial, arenales costeros, bordes de laguna, humedales, arroyos y terrenos encharcados.
Paleártico: 
Norte de África: Argelia, Egipto, Marruecos.
Oeste de Asia: Irán, Irak, Israel, Jordania, Líbano, Turquía.
Caucaso: Armenia, Azerbaiyán, Georgia.
Norte de Europa: Reino Unido.
Sureste de Europa: Albania, Creta, Grecia, Italia, República de Kosovo, Montenegro, Cerdeña, Serbia, Sicilia.
Suroeste de Europa: Azores, Baleares, Córcega, Francia, Portugal, España.
Neártico: 
Norte de México:  Norte de Baja California.

## Usos
La paja se usa para tejer cestos y como fibra vegetal para el atado.

## Taxonomía
Juncus acutus fue descrita por Carlos Linneo y publicado en Species Plantarum 1: 325. 1753.
Etimología
Juncus: deriva del llatín “iuncus” el nombre que recibía el junco y otras especies de los géneros Juncus, Cyperus y Scirpus.
acutus: epíteto latino que significa "afilada la punta".
Sinonimia
subsp. acutus
- Juncus karelinii Steud.
- Juncus multibracteatus Tineo
- Juncus spinosus Forssk.
- Juncus variegatus Caruel

subsp. leopoldii (Parl.) Snogerup
- Juncus leopoldii Parl.
- Juncus macrocarpus Nees
- Juncus robustus S.Watson[4]

## Nombre común
- Castellano: hunco, ira, juncia, junco, junco con borla, junco con flueque, junco espinoso, junco redondo, junco silvestre, junquera, junquilla.[5]